# Dicranum grimmioides
Dicranum grimmioides är en bladmossart som beskrevs av C. Müller 1882. Dicranum grimmioides ingår i släktet kvastmossor, och familjen Dicranaceae. Inga underarter finns listade i Catalogue of Life.